# گرگوری فینیگان
گرگوری فینیگان (انگلیسی: Gregory Finnegan؛ زادهٔ ۲۶ ژوئن ۱۹۸۰) بازیگر اهل بریتانیا است. وی از سال ۲۰۰۲ میلادی تاکنون مشغول فعالیت بوده‌است.
وی دانش‌آموختهٔ مدرسه عالی هنرهای نمایشی وبر داگلاس است.
از فیلم‌ها یا مجموعه‌های تلویزیونی که وی در آن‌ها نقش داشته‌است، می‌توان به هالیوکس، مأموران مخفی، بلیتز، تلفات و ایست‌اندرز اشاره نمود.